# Пабст, Георг Вильгельм
Гео́рг Вильге́льм Пабст (нем. Georg Wilhelm Pabst, 27 августа 1885 — 29 мая 1967) — австрийский кинорежиссёр, внёсший большой вклад в киноискусство Германии.

## Биография
Родился 27 августа 1885 года в Рауднице в семье чиновника Австрийских государственных железных дорог Августа Пабста и его жены Элизабет. Рос в Вене, где посещал народную и реальную школы, изучал инженерное дело, но вскоре стал интересоваться театром. С 1906 года был актёром в Санкт-Галлене и Цюрихе, затем в Зальцбурге, Праге, Берлине и Данциге. По его воспоминаниям, за два года сыграл 161 роль. С 1910 года был режиссёром Немецкого народного театра в Нью-Йорке. В августе 1914 года находился в поездке по Европе и с началом Первой мировой войны попал во Франции в плен. В лагере военнопленных под Брестом организовал театр и в течение более четырёх лет заключения изучал французскую культуру. В 1919 году вернулся в Вену, затем отправился на год в качестве режиссёра в Прагу. В 1920 году стал художественным руководителем авангардистской Новой Венской сцены.
Пабст познакомился с пионером кино Карлом Фрёлихом. На фирме «Фрёлих-Фильм» он приобщился к новому искусству в качестве исполнителя, сценариста и ассистента режиссёра. В 1922 году снял свой первый фильм «Сокровище», решённый в экспрессионистском стиле. В нём уже отчётливо проявились мотивы секса, денег и власти, к которым Пабст позднее постоянно обращался в своих лучших работах. На съёмках «Графини Донелли» (1924) с Хенни Портен в заглавной роли познакомился с оператором Гвидо Зеебером и ассистентом Марком Соркиным, с которыми впоследствии активно сотрудничал многие годы.
Соркин обратил внимание Пабста на роман Гуго Беттауэра; в обработке Вилли Хааса «Безрадостный переулок» (1925) стал первым большим успехом Пабста. В этом фильме был создан яркий реалистический образ Вены периода инфляции. Полемизируя с эстетикой экспрессионизма, Пабст писал: «Нужна ли романтическая трактовка событий? Реальная действительность сама по себе достаточно романтична или достаточно ужасна». Важные фильмы Пабста периода расцвета его творчества — «Тайны души» (1926), «Любовь Жанны Ней» (1927), «Ящик Пандоры» (1928), «Дневник падшей» (1929), «Западный фронт, 1918» (1930), «Трёхгрошовая опера» (1931), «Солидарность» (1931).
После прихода к власти Гитлера Пабст остался во Франции, где снял «Дон Кихота» (1933) с Фёдором Шаляпиным в главной роли. В конце 1933 года он попытался продолжить свою карьеру в Голливуде фильмом «Современный герой», но не смог приспособиться к американским методам кинопроизводства. Он вернулся во Францию, где поставил ряд выразительных развлекательных фильмов на детективные и шпионские сюжеты.
В 1939 году Пабст, который несколько раз отказался вернуться в Германию, переехал в Швейцарию, так как боялся в случае войны снова оказаться в лагере во Франции. Он намеревался работать в Голливуде. Вторая мировая война застала его врасплох на родине, уже вошедшей в состав Германии в качестве Восточной марки, когда Пабст приехал навестить свою мать. Он остался в Германии и позднее был осуждён многими коллегами, историками и критиками за оппортунизм.
На студии «Бавария» в Мюнхене он снял масштабные исторические фильмы «Комедианты» об актрисе Каролине Нойбер и «Парацельс», которые были классифицированы как «(особо) ценные в государственно-политическом и художественном отношениях». Фильм «Комедианты» также принёс Пабсту золотую медаль Биеннале за лучшую режиссуру на 9-м Венецианском кинофестивале 1941 года. Третий фильм, «Дело Моландера», в 1945 году находился на стадии монтажа и стал жертвой бомбардировки. В Советском Союзе «Парацельс» под названием «Чудесный исцелитель» демонстрировался в качестве трофея.
После войны Пабст остался в Австрии. В 1947 году в фильме «Процесс», поставленном в советском секторе Вены, он обратился к теме антисемитизма на основе подлинного случая конца XIX века. В 1955 году снял в ФРГ два фильма, посвящённых периоду нацизма: «Последний акт» об агонии Третьего рейха и «Это произошло 20 июля» о попытке государственного переворота в Германии в 1944 году.
С середины 1950-х вследствие диабета и болезни Паркинсона прекратил работу. Жил в Вене и в своём поместье в Штирии. Умер 29 мая 1967 года в Вене в результате инфекции печени.

## Фильмография
- 1923 Сокровище / Der Schatz
- 1924 Графиня Донелли / Gräfin Donelli
- 1925 Безрадостный переулок / Die freudlose Gasse
- 1926 Тайны души / Geheimnisse einer Seele
- 1926 С любовью не играют / Man spielt nicht mit der Liebe
- 1927 Любовь Жанны Ней / Die Liebe der Jeanne Ney
- 1928 Заблуждения / Abwege
- 1929 Ящик Пандоры / Die Büchse der Pandora
- 1929 Дневник падшей / Tagebuch einer Verlorenen
- 1929 Белый ад Пиц Палю / Die weiße Hölle vom Piz Palü (совместно с режиссёром Арнольдом Фанком)
- 1930 Западный фронт 1918 / Westfront 1918
- 1930 Скандал по поводу Евы / Skandal um Eva
- 1931 Солидарность / Kameradschaft
- 1931 Трёхгрошовая опера / Die Dreigroschenoper
- 1932 Владычица Атлантиды / Die Herrin von Atlantis
- 1933 Дон Кихот / Don Quichotte
- 1933 Сверху вниз / Du haut en bac
- 1934 Современный герой / A Modern Hero
- 1936 Мадемуазель доктор[англ.] / Mademoiselle Docteur
- 1938 Шанхайская драма / Le Drame de Shanghai
- 1939 Белый раб / L´Esclave blanche
- 1939 Девушки в нужде / Jeunes Filles en détresse
- 1941 Комедианты / Komödianten
- 1943 Парацельс / Paracelsus
- 1945 Дело Моландера / Der Fall Molander
- 1948 Процесс / Der Prozeß
- 1949 Зов из эфира / Ruf aus dem Äther
- 1949 Загадочная глубина / Geheimnisvolle Tiefe
- 1949 1-2-3-конец! / 1-2-3-Aus!
- 1949 Дуэль со смертью / Duell mit dem Tod
- 1953 Голос тишины / La voce del silenzio
- 1953 Сумасшедшие вещи / Cose da pazzi
- 1954 Признание Ины Кар / Das Bekenntnis der Ina Kahr
- 1955 Последний акт / Der letzte Akt
- 1955 Это произошло 20 июля / Es geschah am 20. Juli
- 1956 Розы для Беттины / Rosen für Bettina
- 1956 По лесам, по полям / Durch die Wälder, durch die Auen